# Sektziyat Kaduregel Ness Ziona
Il Sektziyat Kaduregel Ness Ziona (in ebraico סקציית כדורגל נס-ציונה), meglio noto come Sektzia Ness Ziona, è una società calcistica israeliana di Ness Ziona.
Milita nella Liga Alef, la terza serie del campionato israeliano.

## Palmarès

### Competizioni nazionali
- Liga Alef: 1

1965-1966

## Organico

### Rosa 2019-2020
Aggiornata al 6 febbraio 2020.
| N. |                    | Ruolo | Calciatore       |
| -- | ------------------ | ----- | ---------------- |
| 3  | Israele (bandiera) | D     | Noam Cohen       |
| 4  | Belgio (bandiera)  | D     | Dries Wuytens    |
| 5  | Israele (bandiera) | D     | Benel Edri       |
| 6  | Israele (bandiera) | D     | Francisco Dutari |
| 7  | Israele (bandiera) | C     | Dor Kochav       |
| 8  | Albania (bandiera) | C     | Jahmir Hyka      |
| 9  | Israele (bandiera) | A     | Raz Stein        |
| 10 | Israele (bandiera) | C     | Sahar Levy       |
| 11 | Israele (bandiera) | D     | Ben Sitelkol     |
| 13 | Israele (bandiera) | P     | Matan Zalmanovic |
| 14 | Israele (bandiera) | C     | Dor Galili       |
| 15 | Israele (bandiera) | D     | Raz Nachmias     |
| 17 | Niger (bandiera)   | A     | Moussa Maâzou    |

| N. |                           | Ruolo | Calciatore      |
| -- | ------------------------- | ----- | --------------- |
| 23 | Gambia (bandiera)         | C     | Seaikou Touray  |
| 24 | Israele (bandiera)        | C     | Shay Elias      |
| 25 | Israele (bandiera)        | C     | Guy Badash      |
| 28 | Israele (bandiera)        | C     | Elad Shahaf     |
| 30 | Israele (bandiera)        | D     | Itay Ozeri      |
| 33 | Rep. del Congo (bandiera) | D     | Ramaric Etou    |
| 34 | Costa d'Avorio (bandiera) | C     | Aboubakar Keita |
| 51 | Israele (bandiera)        | C     | Ofek Bitton     |
| 55 | Israele (bandiera)        | P     | Omri Glazer     |
| 77 | Albania (bandiera)        | C     | Sabien Lilaj    |
| 99 | Israele (bandiera)        | C     | Amnon Tadele    |
|    | Israele (bandiera)        | A     | Eial Strahman   |